# Mundua
Mundua, jedno od plemena Algonquian Indijanaca koje je obitavalo nekada na sjeveru poluotoka Lower Peninsula u Michiganu. Ovo veoma ratoborno pleme utjerivalo je strah u kosti svojim susjedima, zbog čega je protiv njih na Velikom vijeću Ojibwa, donesena odluka da ih se pokori. Pokrenuta je velika akcija u kojoj su (negdje 1640.-tih; Sultzman) pobijeđeni. Ojibwe su preživjele žene i djecu prisvojili te su postali nositelji klana Marten (Wabezhaze) koji pripada fratriji Mousonee.
Hodge smatra da su moguće isti narod kojreg su jezuiti 1z 1640.-tih godina nazivali Mantoue ili Mantouek, a tih su godina živjeli na gornjem poluotoku Michigana, a koji su vjerojatno 1670.-tih dospjeli na rijeku Fox u wisconsinu gdje ih jezuiti nazivaju imenom Nantoue.